# Marie Antoinette (película de 2006)
Marie Antoinette es una película de 2006, coproducción franco-nipón-estadounidense, del género drama histórico, escrita y dirigida por Sofia Coppola. Protagonizada por Kirsten Dunst, Jason Schwartzman, Judy Davis, Rip Torn, Rose Byrne, Jamie Dornan y Asia Argento en los papeles principales.
La película está inspirada en la biografía histórica Marie-Antoinette: The Journey de Antonia Fraser, en una adaptación libre. Es la primera biopic de larga duración sobre el personaje que se ha realizado en inglés desde María Antonieta de 1938, protagonizada por Norma Shearer y Tyrone Power. Trata sobre la vida de la reina de Francia en el siglo XVIII y narra el período en la vida de María Antonieta de Austria comprendido desde su llegada a la corte de Versalles hasta la caída del régimen monárquico con la Revolución francesa.
La película ha sido ganadora del premio Óscar al mejor diseño de vestuario 2006 (Milena Canonero), del premio de cine Système éducatif français del Festival Internacional de Cine de Cannes 2006 (Sofía Coppola), y otros seis premios.

## Argumento
A los 14 años de edad, la archiduquesa María Antonieta (Kirsten Dunst) es alejada de su familia y amigos en Austria, despojada de todas sus posesiones y abandonada en el mundo sofisticado y decadente del Palacio de Versalles, la magnífica corte real. María Antonieta es un simple peón en un matrimonio concertado para solidificar la armonía entre dos naciones. Su esposo adolescente, Luis (Jason Schwartzman), es el heredero al trono de Francia, pero María Antonieta no está preparada para ser el tipo de regente que espera el pueblo francés. Bajo todo su lujo, ella es una joven protegida, asustada y confundida, rodeada de pérfidos detractores, falsos aduladores, titiriteros y chismosos. Atrapada por las convenciones de su condición en la vida, María Antonieta debe encontrar la forma de encajar en el mundo complejo y traicionero de Versalles.
A sus males se añade la indiferencia de su nuevo marido, Luis. Asombrosamente, su matrimonio no se consumó en siete años. El tímido futuro rey resulta ser un desastre como amante, desatando graves preocupaciones (e incesantes cotilleos) porque María Antonieta nunca llegue a tener un heredero. Abrumada y angustiada, María Antonieta busca refugio en la decadencia de la aristocracia francesa y en una aventura secreta con el seductor conde sueco, Hans Axel von Fersen (Jamie Dornan). Sus indiscreciones pronto están en boca de toda Francia.
Tanto si es idealizada por su estilo impecable o vilipendiada por estar imperdonablemente fuera del alcance de sus súbditos, la reacción hacia María Antonieta siempre es extrema. Sin embargo, poco a poco, a medida que va madurando, va encontrando su sitio como esposa, madre y reina — para terminar trágicamente en una revolución sangrienta que altera Francia para siempre.

## Reparto
- Kirsten Dunst como María Antonieta de Austria
- Jason Schwartzman como Luis XVI
- Judy Davis como la condesa de Noailles
- Steve Coogan como el conde de Mercy-Argenteau
- Rip Torn como Luis XV
- Rose Byrne como la condesa de Polignac
- Asia Argento como Madame du Barry
- Molly Shannon como Madame Victoria
- Shirley Henderson como Madame Sofía
- Danny Huston como el emperador José II
- Marianne Faithfull como la emperatriz María Teresa
- Mary Nighy como la princesa de Lamballe
- Jamie Dornan como Hans Axel de Fersen
- Al Weaver como el conde de Artois
- Sarah Adler como la condesa de Artois
- Sebastián Armesto como el conde de Provenza
- Clémentine Poidatz como la condesa de Provenza
- Aurore Clément como la duquesa de Chartres
- Guillaume Gallienne como el conde de Vergennes
- Jean-Christophe Bouvet como el duque de Choiseul
- James Lance como Léonard Autié
- Tom Hardy como Raumont

## Producción
Al equipo de producción se le dio un acceso sin precedentes al Palacio de Versalles, donde la verdadera María Antonieta vivió desde el momento de su matrimonio en 1770 hasta el estallido de la Revolución francesa en 1789. La película tiene la misma simpatía vista de María Antonieta a la vida como se presentó en la biografía de Fraser, la cual constituyó la base del guion de la directora.
Aunque la acción ocurre en Versalles (incluidos el Pequeño Trianón y la Aldea de la Reina), en la Ópera de París (que fue construido después de la muerte de María Antonieta), algunas escenas fueron también rodadas en Vaux-le-Vicomte, Chateau de Chantilly, el Hôtel de Toulouse, el Hôtel de Soubise, y en el Palacio Belvedere, en Viena.
Surgieron algunas quejas respecto del casting de la joven actriz estadounidense Kirsten Dunst para el rol principal. Dunst había colaborado previamente con Coppola en 1999 la película Las vírgenes suicidas.

## Banda sonora
La banda sonora de la película contiene canciones New Wave y post-punk de bandas como The Strokes ("What ever happened"), New Order ("Ceremony"), The Cure ("All cats are grey", "Plainsong"), Siouxsie And The Banshees ( "Hong Kong Garden, con una introducción de cuerdas), Bow Wow Wow ("Fools Rush In", "Aprhodisiac" y "I Want Candy"), y Adam and the Ants ("Kings of the Wild Frontier"), así como nuevos materiales por parte de Air, Aphex Twin, el pianista Dustin O'Halloran y The Radio Dept..
Algunas escenas, sin embargo, utilizan música barroca, compuesta por François Couperin, Antonio Vivaldi, Jean-Philippe Rameau y Domenico Scarlatti. Tres de las obras de Rameau se encuentran en la película:
- "1.er Menuet pour les Guirries et les Amazones", "2 ª Menuet", de la ópera Les Indes galantes

Interpretados por William Christie y el ensamble Les Arts Florissants.
Cortesía de Harmonia Mundi France (P) 1991
- El aria "Tristes apprêts, pâles flambeaux", de la ópera Castor & Pollux

Interpretada por Agnès Mellon (soprano) con William Christie y el ensemble Les Arts Florissants.
Cortesía de Harmonia Mundi France (P) 1993
- El aria "Aux langueurs d'Apollon", de la ópera Platée

Interpretada por Carolyn Sampson (soprano) con Jeffrey Skidmore y el ensemble Ex Cathedra.
Cortesía de Hyperion Records, Ltd.
La película también incluye "Les Baricades Misterieuses", de François Couperin.

## Recepción del filme
En varias entrevistas de 2006, Sofia Coppola sugiere que su muy estilizada interpretación es deliberadamente moderna, con el fin de humanizar los personajes históricos involucrados. Se ha tomado grandes libertades con el material de origen, por lo cual la película no se centra simplemente en los hechos históricos:

Decidí concentrar la historia en sus años de Versalles, en su rutina cotidiana, en sus enfrentamientos con los elementos más reaccionarios de la época de los Borbones. No es un documento histórico ni tampoco una metáfora con connotaciones políticas respecto de los tiempos actuales. Es una mirada personal, imaginaria, pero documentada, sobre los sentimientos que a mí me despertaron María Antonieta y aquellos tiempos.
Diego Battle, La Nación

Evidentemente fue a causa de este inusual método que la película fue abucheada en las primeras proyecciones en el Festival de Cine de Cannes.
La historiadora británica Lady Antonia Fraser, autora de la aclamada biografía de más éxito, en los que la película se inspira, proclamó que la película era "hermosa" en una entrevista con The Times. Fraser reconoció en las entrevistas de la edición en DVD del film, que su mirada sobre el personaje tiene sutiles diferencias con la de Coppola, pero que admira su interpretación.
En un comienzo los comentarios sobre el libre apego a los hechos de la película y el estilo moderno ya había dividido los críticos. Roger Ebert en el Reporte de Cannes en su página web, explica:

Pero ahora vamos a dar marcha atrás y ser justos. Sí, hubo abucheo. Pero yo estaba presente en la selección y supongo que no más de cinco personas, tal vez 10, la abuchearon. Muchos otros aplaudieron. El rechazo siempre es chocante para los críticos de Estados Unidos. No estoy seguro de que he escuchado un abucheo más de una vez o dos veces en todos mis años en los festivales de Toronto, Sundance, Telluride, Chicago, Montreal o Nueva York . En Europa ocurre todo el tiempo, a veces porque piensan que una película es mala, a veces porque es (según ellos) políticamente incorrecto".
Roger Ebert, rogerebert.com

Ebert dio a la película una la calificación de cuatro estrellas (sobre un máximo posible de cuatro) en su columna de Chicago Sun-Times y definió a la cinta del siguiente modo

Este es el tercer film de Sofia Coppola centrado en la soledad de ser mujer y estar rodeada por un mundo que sabe como usarte pero no como valorarte o entenderte. Una vez más queda demostrada la habilidad de Coppola para sacar notas valiosas de actrices a las que rara vez se les pide que las interpreten.
Roger Ebert, Chicago Sun-Times

La crítica de la revista People, Leah Rozen, escribió en su cobertura de la edición del Festival de Cannes que, "La ausencia de contexto político, sin embargo, molestó a la mayor parte de los críticos Maria Antonieta, insignificante nuevo trabajo de la directora Sofia Coppola tras Lost in Translation. Su biopic histórica juega como un vídeo pop, con Kirsten Dunst como la condenada reina del siglo XVIII francés actuando como un adolescente hueca con la intención de ser el líder de los chicos «cool»."
En el sitio web Rotten Tomatoes, que compila la mayoría de los comentarios de América del Norte, la película ha recibido una puntuación media de 6 / 10. Aproximadamente el 54% de las opiniones la calificaron de "fresca", es decir, en general positiva, y el 46% de "podrida", a partir de enero de 2008.

### Premios y nominaciones
| Premio de entrega                                                         | Categoría                                             | Nominado/a                         | Resultado |
| ------------------------------------------------------------------------- | ----------------------------------------------------- | ---------------------------------- | --------- |
| Premios Oscar                                                             | Mejor Vestuario                                       | Milena Canonero                    | Ganadora  |
| Premios BAFTA                                                             | Mejor Diseño de producción                            | K.K. Barrett Véronique Melery      | Nominada  |
| Premios BAFTA                                                             | Mejor vestuario                                       | Milena Canonero                    | Nominada  |
| Premios BAFTA                                                             | Mejor peinado y maquillaje                            | Jean-Luc Russier Desiree Corridoni | Nominada  |
| Festival de Cannes                                                        | Palme d'Or                                            | Sofia Coppola                      | Nominada  |
| Festival de Cannes                                                        | Premio de Cine del Sistema Educativo Nacional Francés | Sofia Coppola                      | Ganadora  |
| Festival de Cannes                                                        | Palm Dog                                              | Interpretación canina de "Mops"    | Ganador   |
| Premios Gotham                                                            | Mejor película                                        | Sofia Coppola                      | Nominada  |
| Premios de la Sociedad de Críticos de Cine de Las Vegas                   | Mejor dirección de arte                               | K.K. Barrett Véronique Melery      | Ganadora  |
| Premios de la Sociedad de Críticos de Cine de Las Vegas                   | Mejor vestuario                                       | Milena Canonero                    | Ganadora  |
| Phoenix Film Critics Society Awards                                       | Mejor vestuario                                       | Milena Canonero                    | Ganadora  |
| Phoenix Film Critics Society Awards                                       | Mejor diseño de producción                            | K.K. Barrett Véronique Melery      | Ganadoras |
| Premios de la Asociación de Críticos de Cine del Área de Washington D. C. | Mejor dirección de arte                               | K.K. Barrett Véronique Melery      | Ganadoras |
| Premios Satellite                                                         | Mejor vestuario                                       | Milena Canonero                    | Nominada  |
| Premios Satellite                                                         | Mejor dirección de arte y diseño de producción        | K.K. Barrett Véronique Melery      | Nominada  |
| Asociación Nacional de Propietarios de Teatro                             | Mejor estrella del año                                | Kirsten Dunst                      | Ganadora  |
| Nastro d'argento                                                          | Mejor vestuario                                       | Milena Canonero                    | Ganadora  |

## Diferencias con los hechos reales
- Luis Antonio de Francia, su sobrino e hijo del futuro Carlos X, figura como nacido antes de la muerte del Rey Luis XV. Sin embargo, nació realmente en 1775, al año de ser proclamado como rey Luis XVI.